# Рупрехт I (граф Нассау)
Рупрехт I (нем. Ruprecht I.; ок. 1090 — после 1151, до 13 мая 1154) — граф Нассау с 1123 года.
Старший сын графа Дудо фон Лауэнбург и его жены Анастасии фон Арштейн.
В начале правления Рупрехт I вместе со своим младшим братом Арнольдом I расширил замок Нассау (основанный его отцом в 1100 году на территории епископства Вормс) и стал называть себя графом Нассау. В 1159 году (уже после его смерти) этот титул был признан трирским архиепископом, который в то время считался сюзереном этих земель.
В 1124 году Рупрехт I стал фогтом Вормсской епархии в сеньории Вайлбург, тем самым значительно расширив свои владения.

## Семья
В 1135 году Рупрехт женился на Беатрисе Лимбургской, дочери герцога Нижней Лотарингии Вальрама II. Дети:
- Рупрехт II († 1159/1166)
- Вальрам I († 1198)
- Арнольд II († ок. 1158).

Умер до 13 мая 1154 года.